# USS Virginia (BB-13)
«Вірджинія» (англ. USS Virginia (BB-13) — американський пре-дредноут, головний у своєму типі та п'ятий корабель військово-морських сил США, названий на честь штату Вірджинія.
Протягом своєї кар'єри «Вірджинія» служив в Атлантичному флоті, більшу частину служби залучався до проведення навчань у мирний час для підтримки готовності флоту. У 1907—1909 роках брав участь у навколосвітньому поході Великого Білого флоту. Згодом брав участь в американському втручанні в мексиканську революцію 1913—1914 років, включаючи окупацію Веракруса. Після вступу США у Першу світову війну у квітні 1917 року корабель використовували спочатку для підготовки флотських артилеристів, а пізніше для супроводу конвоїв до Європи. Протягом цього періоду був флагманом 1-ї та 3-ї дивізій лінкорів. Після закінчення війни в листопаді 1918 року залучався до повернення американських солдатів із Франції. «Вірджинію», згідно з умовами Вашингтонського військово-морського договору, вивели з експлуатації в 1920 році і в кінцевому підсумку у 1923 році використали як корабель-мішень.

## Історія створення
«Вірджинія» був закладений 21 травня 1902 року на верфі компанії Newport News Shipbuilding у Ньюпорт-Ньюс. 5 квітня 1904 року він був спущений на воду, а 7 травня 1906 року увійшов до складу ВМС США.

## Історія служби

Карта маршруту Великого Білого флоту (державні кордони на карті 2009 року)

Найбільш значущою подією у проходженні служби «Вірджинія» був похід «Великого Білого флоту», який за підтримки суден забезпечення за наказом Президента США Т. Рузвельта у 1907 році здійснив навколосвітню подорож, продемонструвавши усьому світові зрослу міць та силу американського флоту. 17 грудня флот, до якого входили майже усі американські лінійні кораблі того часу, виплив з Гемптон-Роудс і здійснив перехід на південь до Карибського басейну, а потім до Південної Америки, зупиняючись у Порт-оф-Спейн, Ріо-де-Жанейро, Пунта-Аренас та Вальпараїсо серед інших міст. Після прибуття до західного узбережжя Мексики в березні 1908 року флот провів три тижні, тренуючись у бойових стрільбах корабельної артилерії.
Потім флот відновив подорож уздовж Тихоокеанського узбережжя Америки, зупинившись у Сан-Франциско та Сіетлі, а потім перетнувши Тихий океан до Австралії, по дорозі зупинившись на Гаваях. Зупинки в південній частині Тихого океану включали Мельбурн, Сідней та Окленд.
Після Австралії флот повернув на північ до Філіппін, зупинившись у Манілі, а потім продовжив рух до Японії, де в Йокогамі відбулася церемонія привітання. У листопаді в Субік-Бей на Філіппінах протягом трьох тижнів проходили морські навчання. 6 грудня американські кораблі пройшли Сінгапур і увійшли в Індійський океан. У Коломбо флот поповнив запаси вугілля, перш ніж вирушити до Суецького каналу і знову поповнив свої льохи вугіллям у Порт-Саїді. Флот відвідав кілька середземноморських портів, перш ніж зупинитися в Гібралтарі, де міжнародний флот британських, російських, французьких та голландських військових кораблів привітав американців. Потім американські кораблі перетнули Атлантику, щоб повернутися на Гемптон-Роудс 22 лютого 1909 року, подолавши 46 729 морських миль (86 542 км). Там Теодор Рузвельт провів військово-морський огляд свого флоту.
Через чотири дні після великого походу лінкор повернувся в Норфолк, де став на ремонт. Після ремонту, 26 червня 1908 року броненосець вирушив до французького Бреста, а потім, у листопаді, відвідав Велику Британію. Взимку корабель брав активну участь у маневрах та навчаннях у Карибському морі, після ремонту та модернізації протягом трьох років продовжував службу в Атлантичному флоті. Коли США опинилися на порозі війни з Мексикою, «Вірджинія» брав участь у блокаді порту Тампіко, а травні 1914 року корабель прибув до Веракруса, щоб підтримати американську окупацію міста.
Броненосець залишався у Веракрусі до жовтня 1914 року, потім провів два роки, патрулюючи Східне узбережжя. 20 березня 1916 року «Вірджинія» була переведена до резерву і на базі Бостонської військово-морської верфі пройшла докорінну модернізацію. Хоча США вступили у Першу світову війну лише у квітні 1917 року, «Вірджинія» відігравала важливу роль у локальному протистоянні з німецьким флотом, блокуючи німецькі транспорти у порту Бостона. 27 серпня броненосець вирушив до Порт-Джефферсона, де приєднався до 3-ї дивізії броненосних сил Атлантичного флоту. Діючи біля узбережжя між Порт-Джефферсоном і Норфолком, броненосець служив як навчальний артилерійський корабель протягом більшої частини наступного року. Після короткого ремонту восени 1918 року корабель брав участь у 5 конвоях, якими поверталися американські війська з Європи.
13 серпня 1920 року «Вірджинію» вивели зі складу військово-морських сил США. У вересні 1923 року авіаційною службою армії США на кораблі були проведені випробувальні бомбардування під керівництвом генерала Біллі Мітчелла. Разом з «Вірджинією» у випробуваннях мали бути потоплені старі лінкори «Алабама» та «Нью-Джерсі». 5 вересня 1923 року розпочався перший етап випробувань і включав випробування з використанням хімічних бомб, а також сльозогінний газ та білий фосфор. Після цього були проведені чергові випробування: чотири бомбардувальники NBS-1 атакували кораблі із застосуванням 270-кг бомб з висоти 3 000 м. Під час третьої атаки на «Вірджинію» сім NBS-1 скинули пару 1100-фунтових (500 кг) бомб кожний, завдавши два удари, які спричинили старому кораблю значної шкоди. Вибух зруйнував міст і збив обидві щогли та всі три труби. Решта бомб впали близько до корабля, завдавши серйозних підводних пошкоджень. Протягом двадцяти хвилин корабель «Вірджинія» перекинувся, а через десять хвилин приєднався до «Нью-Джерсі», який був затоплений раніше того дня.